# Christian Nummedal
Christian Nummedal (3 november 1995) is een Noorse freestyleskiër die is gespecialiseerd in de slopestyle en de big air. Hij vertegenwoordigde zijn vaderland op de Olympische Winterspelen 2018 in Pyeongchang.

## Carrière
Bij zijn wereldbekerdebuut, in januari 2011 in Kreischberg, scoorde Nummedal direct wereldbekerpunten. In maart 2014 stond de Noor in Silvaplana voor de eerste maal in zijn carrière op het podium van een wereldbekerwedstrijd. Op de wereldkampioenschappen freestyleskiën 2017 in de Spaanse Sierra Nevada eindigde hij als zestiende op het onderdeel slopestyle. Op 24 maart 2017 boekte Nummedal in Voss zijn eerste wereldbekerzege. Tijdens de Olympische Winterspelen van 2018 in Pyeongchang eindigde de Noor als 28e op het onderdeel slopestyle. In het seizoen 2017/2018 won hij de wereldbeker op het onderdeel big air.

## Resultaten

### Olympische Winterspelen
| Jaar | Plaats      | Resultaten     |
| ---- | ----------- | -------------- |
| 2018 | Pyeongchang | 28e Slopestyle |

### Wereldkampioenschappen
| Jaar | Plaats        | Resultaten     |
| ---- | ------------- | -------------- |
| 2017 | Sierra Nevada | 16e Slopestyle |

### Wereldbeker
Eindklasseringen
| Seizoen   | Algm | BA   | HP  | SS  |
| --------- | ---- | ---- | --- | --- |
| 2010/2011 | 123e | –    | 24e | –   |
| 2013/2014 | 100e | –    | –   | 22e |
| 2015/2016 | 156e | –    | –   | 30e |
| 2016/2017 | 21e  | 5e   | –   | 24e |
| 2017/2018 | 10e  | Goud | –   | 19e |
| 2018/2019 | 110e | 15e  | –   | 52e |
| 2019/2020 | 101e | 15e  | –   | 24e |

Wereldbekerzeges
| Datum           | Plaats          | Onderdeel |
| --------------- | --------------- | --------- |
| 24 maart 2017   | Voss            | Big air   |
| 1 december 2017 | Mönchengladbach | Big air   |
| 24 maart 2018   | Quebec          | Big air   |